# Laupheim
Laupheim è una città tedesca situata nel land del Baden-Württemberg, da gennaio 2016 è una grande città circondariale.